# Cliffs of Gallipoli
Cliffs of Gallipoli är en singel av det svenska heavy metal-bandet Sabaton som släpptes 2008 från albumet The Art of War. B-sida var "Ghost Division".
Låten handlar om slaget vid Gallipoli under första världskriget, och är en slags hyllning till soldaterna som stred där och dog. Sångtexten är inspirerade av ord som Mustafa Kemal Atatürk, befälhavare i slaget och senare Republiken Turkiets första president.

## Listplaceringar
| Lista (2008-2009) | Topplacering |
| ----------------- | ------------ |
| Sverige           | 1            |

### Fotnoter
1. ↑  ”Listplacering”. Arkiverad från originalet den 24 oktober 2012. https://web.archive.org/web/20121024113540/http://hitparad.se/showitem.asp?interpret=Sabaton&titel=Cliffs+Of+Gallipoli&cat=s. Läst 22 juni 2011.